# Bryggen
Bryggen ("De Kade"), ook bekend onder de naam Tyskebryggen ("De Duitse Kade"), is een reeks Hanze-handelshuizen aan de oostzijde van de fjord die Bergen binnengaat. Bryggen staat sinds 1979 op de UNESCO-Werelderfgoedlijst.

## Geschiedenis
Bergen werd gesticht in 1070 en met het toenemende belang van deze plaats door de handel in vis uit Noord-Noorwegen en granen uit Europa, vestigde in 1343 de Hanze hier een handelsnederzetting, een hanzekantoor. Aangezien hanzekantoren geen zelfstandig lid van de Hanze mochten zijn, viel Bryggen onder Lübeck. In 1365 werd Bryggen onder de Hanzedag gesteld. Het Hanzekantoor, samengesteld uit meer dan twintig gebouwen, werd al snel een complete woon- en werkwijk. In de bloeitijd maakten de Duitse kooplieden een kwart van de bevolking uit. Om brand in de nauw gebouwde wijk te voorkomen, waren alle gebouwen onverwarmd. De enige verwarmde ruimtes bevonden zich in van steen gebouwde achtervertrekken, Schøtstuene, die de kooplieden ook als vergader- en rechtszaal gebruikten.
Door een grote brand in 1702 werden vrijwel alle gebouwen, die grotendeels van hout waren gemaakt, vernietigd. Bij een brand in 1955 werden opnieuw grote delen van Bryggen vernietigd. In beide gevallen werd er nieuwbouw gepleegd in de oude stijl. Wel zijn enkele oorspronkelijke kelders daterend van de 15e eeuw bewaard gebleven. Sinds de Tweede Wereldoorlog, die ervoor zorgde dat alles wat Duits was in onmin viel, wordt Tyskebryggen in het algemeen nog slechts Bryggen genoemd.
De kerk voor de Duitse kooplieden in Bryggen was de Mariakerk.
De huizen van Bryggen bieden plaats aan souvenirwinkels, eet- en drinkgelegenheden en musea.

## Galerij

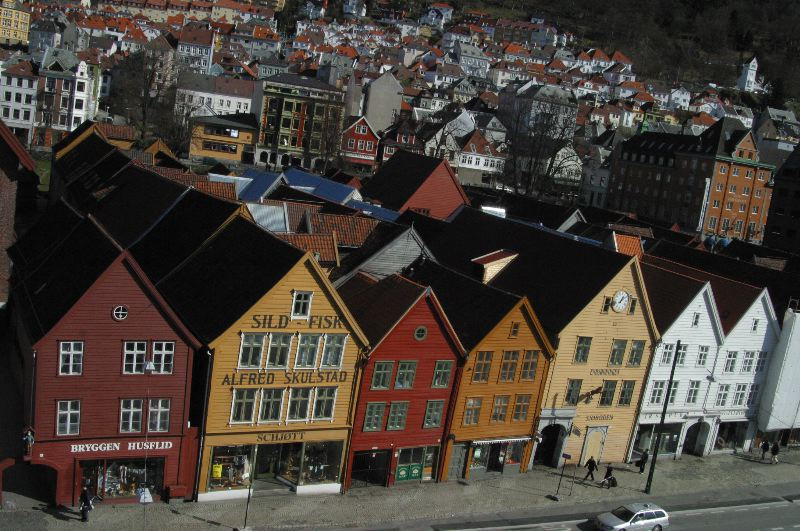
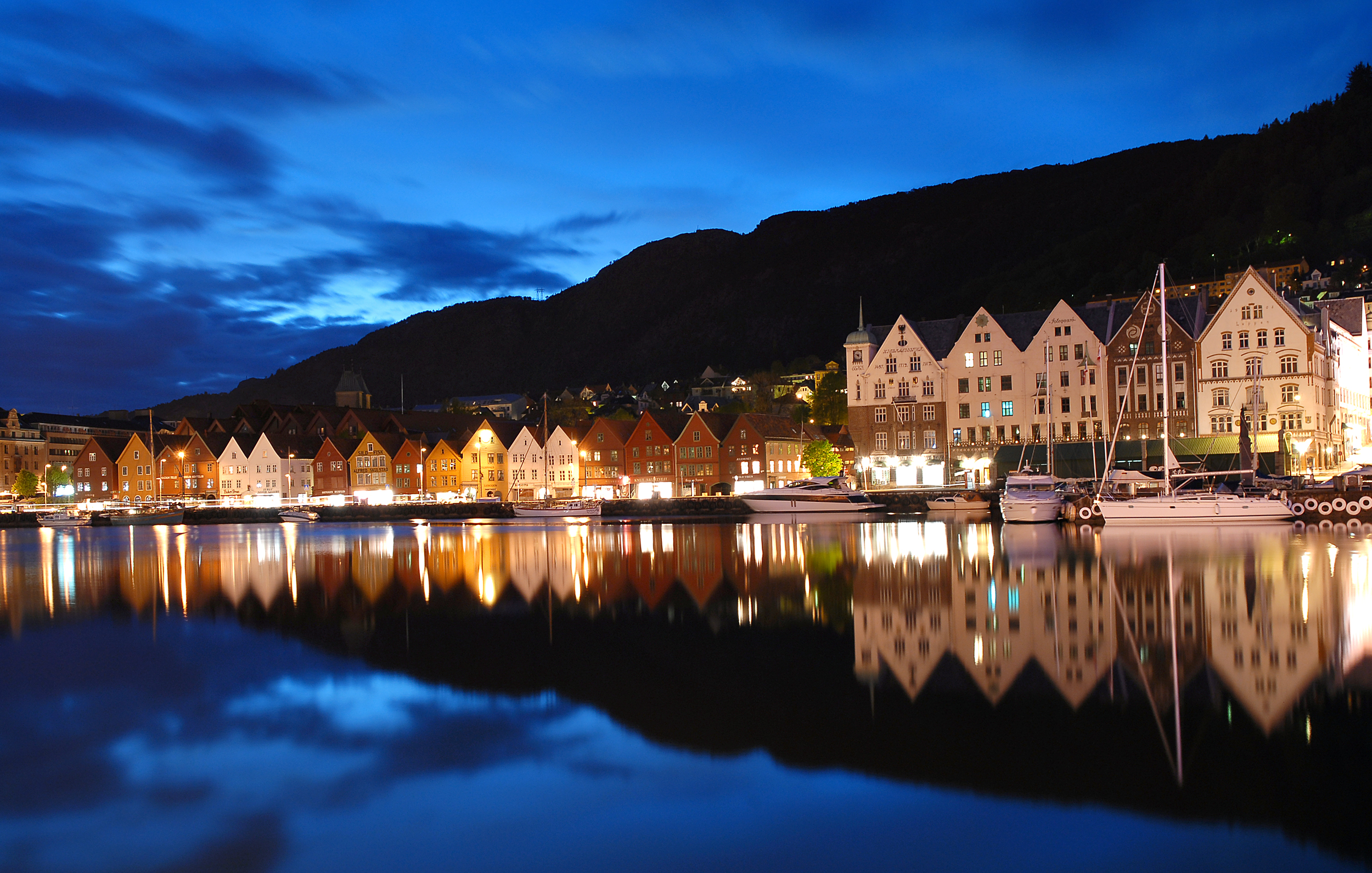
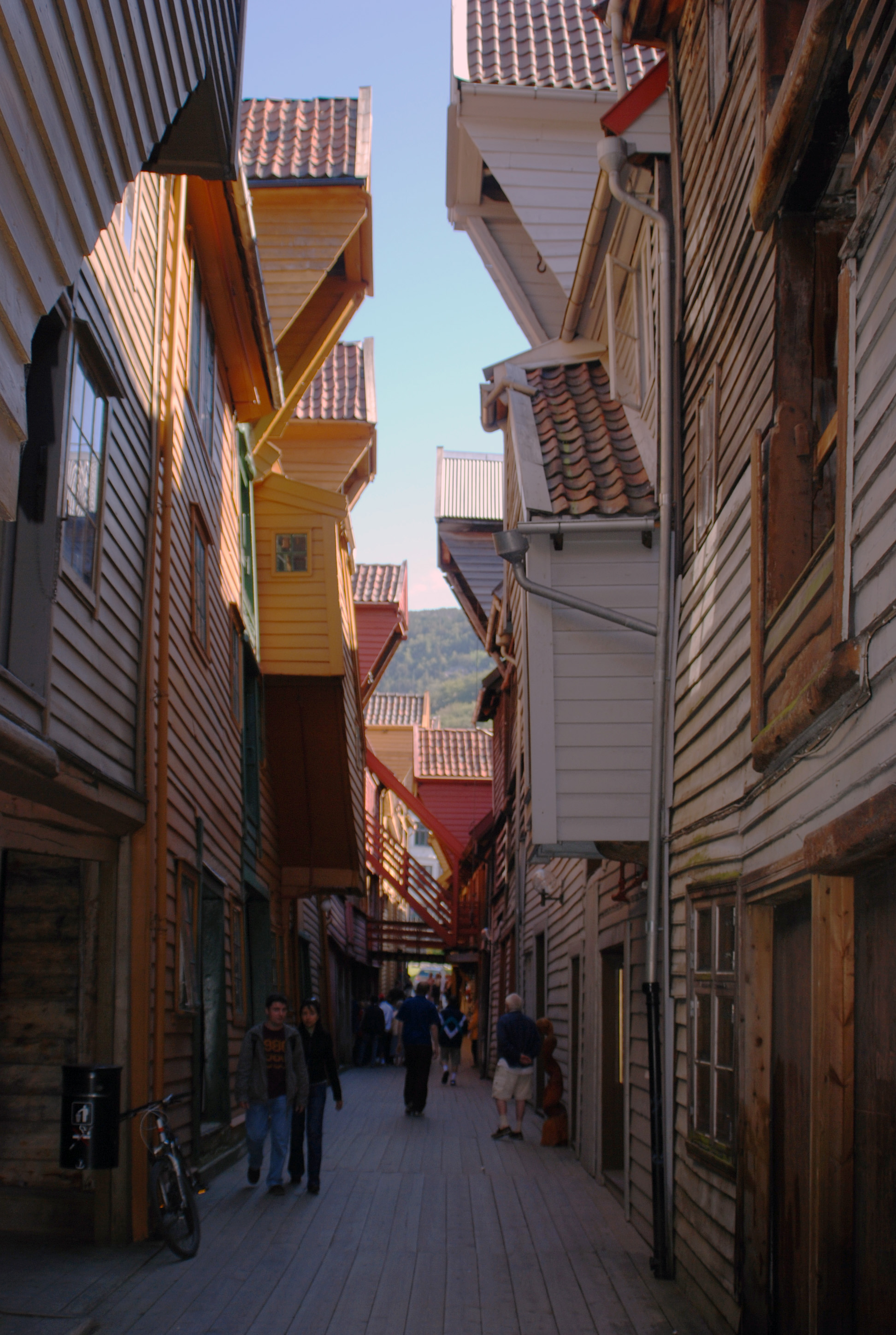
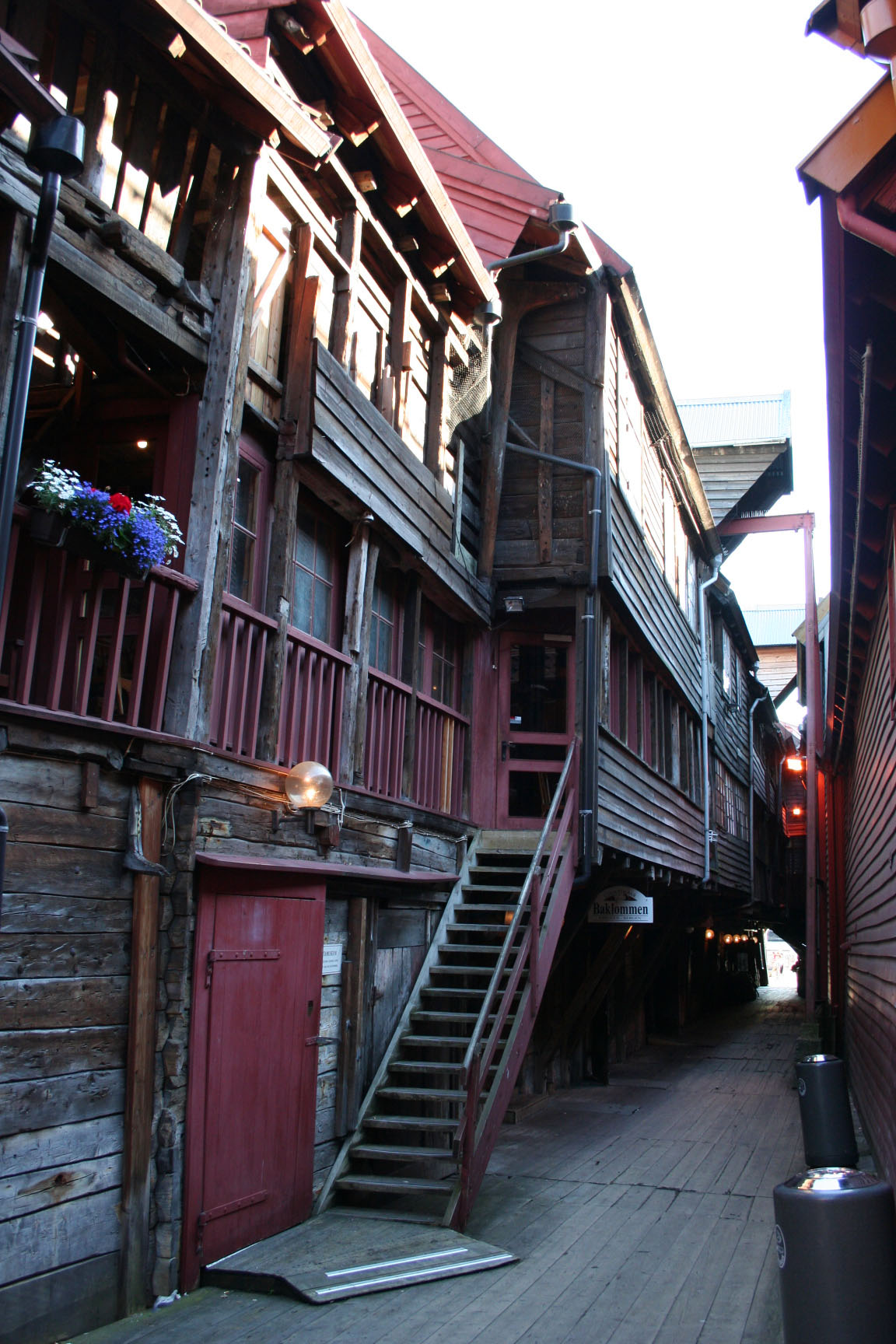
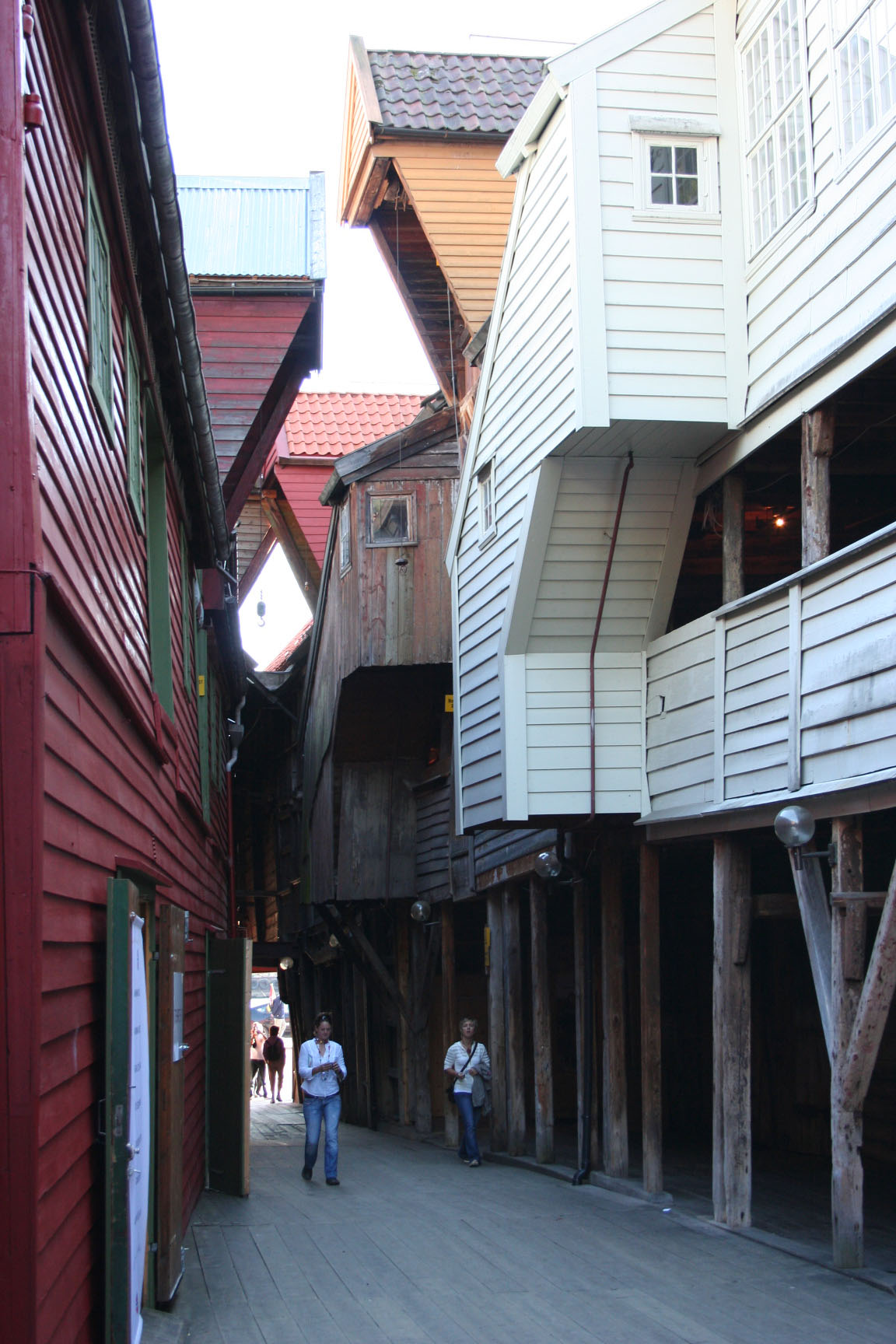
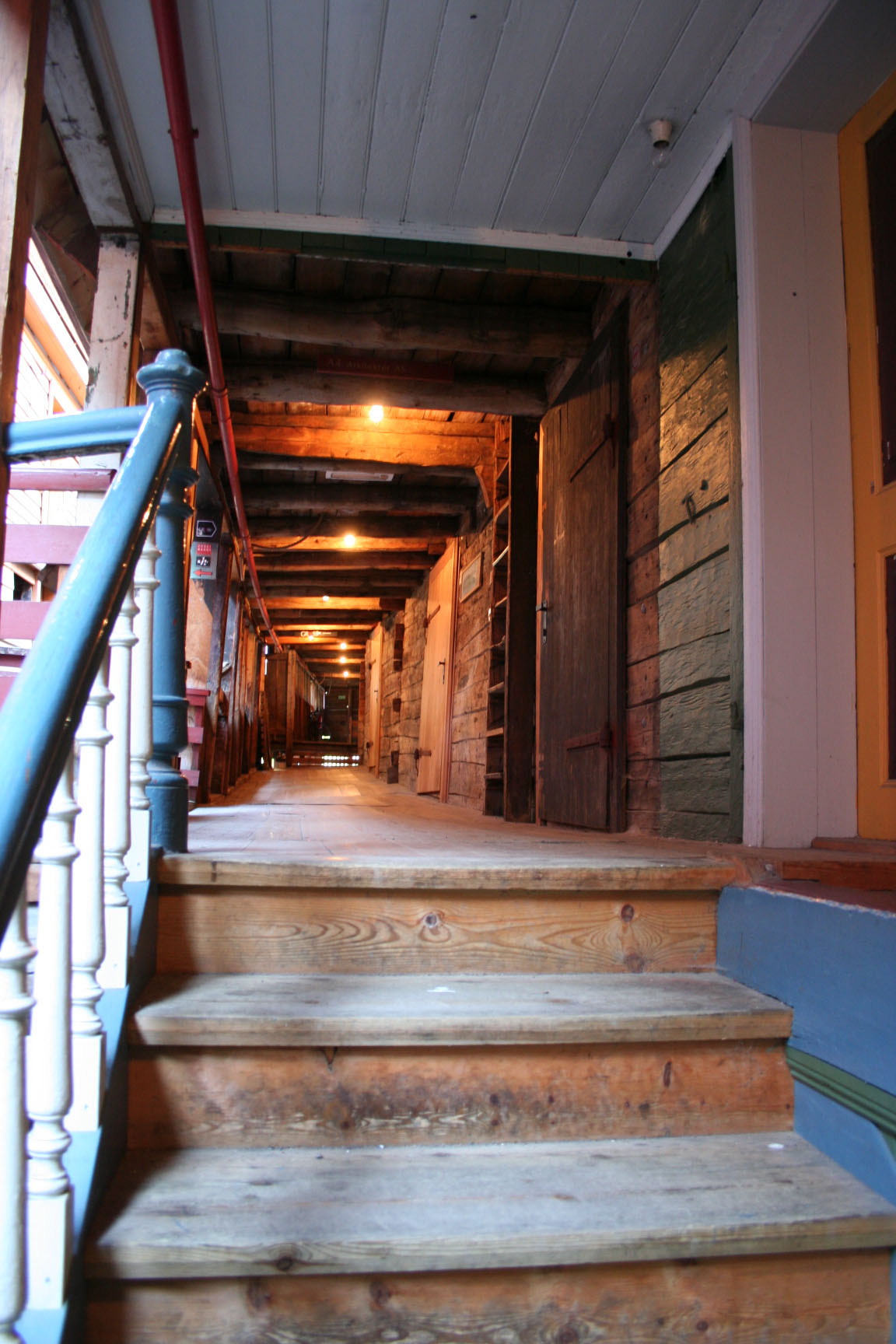
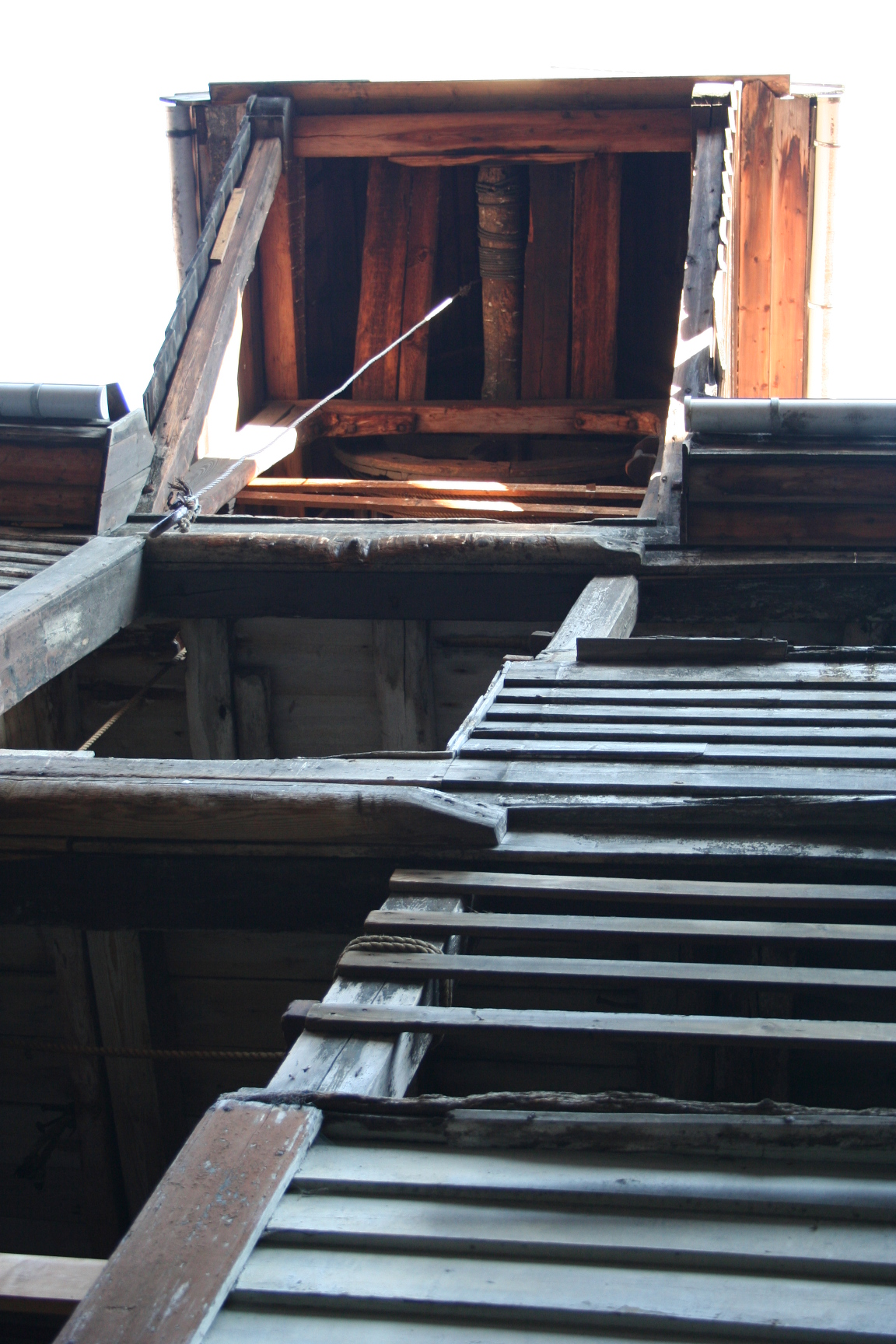

- Wandeling door Bryggen

Andere hanzen: Vlaamse Hanze van Londen · Hanze der XVII steden